# Tomás (nombre)
Tomás (en siríaco: ܬܐܘܡܐ, Toma); es un nombre propio  masculino. Fue originado de la designación aramea תום tōm "gemelo". El cognado hebreo es תאום tə'ōm. En el Nuevo Testamento la designación fue aplicada a Judas Tomás Dídimo, el segundo Judas de los Apóstoles, de ahí el significado "gemelo".
Tomi, Tom y Tam son hipocorísticos en español de este nombre y los diminutivos son: Tomasito, Tomasillo y Tomalito. Las versiones femeninas del nombre son Tomasa, Tamsin, Tasmina, o Tamia.

## Variantes
- Afrikáans: Thomas, Tom, Tomas, Thom, Tommie
- Alemán: Thomas, Tom, Tommi
- Árabe: توما (Touma)
- Armenio: Թովմաս (Tovmas)
- Bielorruso: Тамаш (Tamash)
- Bretón: Tomaz
- Búlgaro: Тома (Toma)
- Catalán: Tomàs
- Checo: Tomáš, Tom
- Chino: 多馬 (Duoma, bíblico), 湯瑪斯 (Tangmasi, traducción general), 湯瑪士 (Tangmashi), 托馬斯 (Tuomasi)
- Coreano: 도마 (Doma; Toma, bíblico), 토머스 (Tomeoseu; T'omŏsŭ, traducción general)
- Croata: Tomislav, Tomo, Tome, Tomica, Toma
- Danés: Thomas
- Escocés: Tam
- Eslovaco: Tomáš
- Esloveno: Tomaž
- Español: Tomás
- Esperanto: Tomaso
- Estonio: Toomas
- Feroés: Tummas
- Finés: Tuomas
- Filipino: Tomas
- Francés: Thomas
- Gaélico escocés: Tòmas
- Galés: Tomos
- Gallego: Tomé
- Georgiano: თომა (Toma)
- Griego, politónico: Θωμᾶς (Thōmâs) = monotónico Θωμάς (Thomás) (también para Tomás el Apóstol: Δίδυμος (Didymos, "gemelo")), Τουμάζος (Toumazos)
- Holandés: Thomas, Tom, Tomas, Thom, Tommie
- Húngaro: Tamás
- Indonesio: Tomo, Tuma
- Inglés: Thomas, Tom, Thom, Tommy, Thommie, Tomas, Tomm
- Irlandés: Tomás, Tommy, Tomaltach
- Islandés: Tómas
- Italiano: Tommaso (también a veces  Tomasso)
- Japonés: トーマス (Tomasu)
- Latín: Thomas (también para Tomás el Apóstol: Didymus)
- Letón: Toms
- Lituano: Tomas
- Macedonio: Томислав, Τоми, Томо, Томас, Τоме
- Malayalam: തോമാ (Thoma), തോമാസ് (Thomas), തൊമ്മന് (Thommen), ഉമ്മന് (Oommen), തൊമ്മി (Thommy), ടോമി (Tommy), ടോം (Tom)
- Maltés: Tumas
- Maorí: Tamihana
- Noruego : Thomas, Tomas, Tom
- Persa: توماسپ (Tomasp)
- Polaco: Tomasz, Tomek
- Portugués: Thomaz, Tomaz, Tomás, Tomé
- Romaní:Tomašis
- Rumano: Toma, Tomescu
- Ruso: Фома́ (escrito: Foma, pronunciado: Famá)
- Samoano: Tomasi
- Serbio: Тома (Toma)
- Siríaco: ܬܐܘܡܐ Tauma o ܬܘܡܐ Toma
- Sueco: Tomas, Thomas, Tom, Tommy
- Tailandés: โทมัส (To-mus)
- Tigriña: ቶማስ (Tomas)
- Turco: Tomas
- Ucraniano: Хома́ (Choma)